# مجلس مفوضي الشعب
مجلس مفوضي الشعب (بالروسية: Совет народных коммиссаров or Совнарком، ن.ح: سوفيت نارودنيخ كوميساريوف، ويُعرف أيضًا باسم سوفناركوم) مؤسسة حكومية تم تشكيلها في أعقاب ثورة أكتوبر عام 1917 في الجمهورية الروسية لوضع قواعد تأسيس الاتحاد السوفيتي ليصبح من بعدها أعلى السلطات التنفيذية في مؤسسات الدولة السوفيتية قاطبة وكذلك الدول الواقعة تحت حُكم البلاشفة.
ويعود اختيار مسمّيات مثل مُفوّض ومجلس للسياسي الماركسي ليون تروتسكي والذي فضّل استخدام تلك المُسمّيات عوضًا عن تلك الشائعة في ذلك الوقت مثل وزير ومجلس وزراء والتي وصفها بالمصطلحات البرجوازية، وتم تحديد مهام مجلس مفوّضي الشعب لجمهورية روسيا السوفيتية الاتحادية الاشتراكية في الدستور الروسي لعام 1918م والذي جعل من مجلس السوفيت المسئول الأوحد عن إدارة الشؤون العامة للبلاد في الوقت الذي منح مجلس مفوضي الشعب سلطة إصدار مراسيم تتمتع بسلطة القانون في الأوقات التي يتعذّر فيها انعقاد اجتماعات مجلس السوفيت وهي المراسيم التي دائمًا ما صادق عليها مجلس السوفيت خلال اجتماعاته التالية.
ومع تأسيس الاتحاد السوفيتي عام 1922م وُضع حجر أساس مجلس مفوضي الشعب الخاص يالاتحاد السوفيتي على نفس النموذج المتّبع في جمهورية روسيا السوفيتية الاتحادية الاشتراكية وظل المجلس في حمل اسم مجلس مفوضي شعب اتحاد الجمهوريات السوفيتية الاشتراكية حتى تغيير اسمه إلى مجلس الوزراء عام 1946م.

## المجلس الأول
أُختير أول مجالس مفوضي الشعب خلال اجتماع كونغرس عموم سوفيتات الروس والذي أجمع على اختيار الأعضاء التاليين لشغل المناصب المختلفة بالمجلس:
| المنصب                                                                                   | المفوّض                            | الوفاة                 |
| ---------------------------------------------------------------------------------------- | --------------------------------- | ---------------------- |
| الرئيس                                                                                   | فلاديمير لينين                    | عام 1924 لأسباب طبيعية |
| السكرتير                                                                                 | نيكولاي جوربونوف                  | أُعدم عام 1938          |
| المفوضية الشعبية للشؤون الزراعية بجمهورية روسيا السوفيتية الاتحادية الاشتراكية           | فلاديمير ميليوتين                 | أُعدم عام 1937          |
| مجلس مفوضية الشعب للشؤون الحربية والبحرية                                                | نيكولاي كريلينكو (الكلّية الحربية) | أُعدم عام 1938          |
| مجلس مفوضية الشعب للشؤون الحربية والبحرية                                                | بافيل ديبينكو (الكلّية البحرية)    | أُعدم عام 1938          |
| المفوضية الشعبية للشؤون التجارية والصناعية بجمهورية روسيا السوفيتية الاتحادية الاشتراكية | فيكتور نوغين                      | عام 1924 لأسباب طبيعية |
| المفوضية الشعبية لشؤون التعليم بجمهورية روسيا السوفيتية الاتحادية الاشتراكية             | أناتولي لوناتشارسكي               | عام 1933 لأسباب طبيعية |
| المفوضية الشعبية للغذاء                                                                  | إيفان تيودوروفيتش                 | أُعدم عام 1937          |
| المفوضية الشعبية للشؤون الخارجية بجمهورية روسيا السوفيتية الاتحادية الاشتراكية           | ليون تروتسكي                      | أُغتيل عام 1940         |
| المفوضية الشعبية للشؤون الداخلية                                                         | أليكسي ريكوف                      | أُعدم عام 1938          |
| المفوضية الشعبية للعدل بجمهورية روسيا السوفيتية الاتحادية الاشتراكية                     | غيورغي أوبوكوف                    | أُعدم عام 1937          |
| المفوضية الشعبية للعمل بجمهورية روسيا السوفيتية الاتحادية الاشتراكية                     | ألكسندر شليابنيكوف                | أُعدم عام 1937          |
| المفوضية الشعبية لشؤون الجنسية                                                           | جوزيف ستالين                      | عام 1953 لأسباب طبيعية |
| المفوضية الشعبية للبريد والتلغراف بجمهورية روسيا السوفيتية الاتحادية الاشتراكية          | نيكولاي غليبوف-أفيلوف             | أُعدم عام 1937          |
| المفوضية الشعبية لشؤون السكك الحديدية بجمهورية روسيا السوفيتية الاتحادية الاشتراكية      | (منصب شاغر)                       |                        |
| المفوضية الشعبية للشؤون الاقتصادية                                                       | إيفان سكفورتسوف-ستبانوف           | عام 1928 لأسباب طبيعية |
| المفوضية الشعبية للشؤون الاجتماعية                                                       | ألكساندرا كولونتاي                | عام 1952 لأسباب طبيعية |